# Преимплантациона генетска дијагностика
Преимплантациона генетска дијагностика (акроним ПГД) једна је од области медицинске генетика која подразумева анализу гена или хромозома ембриона код „ин витро” фертилизација (акроним ИВФ), која се врши пре трансфера оплођене јајне ћелију материцу. Поступак преимплантационе генетске дијагностике, омогућава родитељима да спрече имплантацију ембриона за који се утврди да поседује неке генетске или наследне болести. Понекад је неопходно утврдити и пол, из разлога што се одређене болести преносе само на мушко или женско потомство (што по заговорницима равноправности полова може озбиљно угрозити дугогодишњу борбу за равноправан положај женске и мушке деце) На овај начин, омогућен је избор пола детета, не само у случају када постоји ризик од преношења болести за које је познато да се преносе само на мушко или женско потомство, већ и у случају где постоји посебан ризик од неких болести које су карактеристичне за један пол. На пример, у породицама где су жене обољевале од рака дојке и где је и сама жена која је укључена у медицински асистирану репродукцију оболела, те постоји велика вероватноћа да је носилац тог гена, преимплантациона генетска дијагностика се може извршити како би се избегло женско потомство.

## Дефиниције
Хумана репродукција обухвата оплодњу јајне ћелије жене спермом мушкарца, која након девет месеци резултира порођајем и рођењем детета, а обично укључује сексуални однос између жене и мушкарца.
Вантелесна оплодња (ин витро фертилизација - ИВФ) је поступак којим су јајне ћелије оплођене сперматозоидима изван материце. Поступак обухвата хормонима контролисану овулацију, вађење (пункцију) јајних ћелија из јајника жене, оплодњу јајне ћелије спематозоидима у текућем медијуму и трансфер зигота у материцу пацијенткиње.
Преимплантациона генетска дијагностика — означава било какво тестирање ембриона пре његовог преноса у материцу. Она подразумева преимплантациону дијагностику код ИВФ из ембриона, пре трансфера у материцу за одређена генетска стања (нпр цистичну фиброзу, Хантингтонову хореју итд.).
Преимплантациони генетски скрининг (ПГС) је тестирање за нумеричке хромозомске абнормалности ембриона код ИВФ пре трансфера ембриона у материцу, „у циљу повећања стопе успешности одређеног циклуса вантелесне оплодње и рађања здраве деце”.

## Историја
Преимплантациони генетски скрининг (ПГС) је у многим светским центрима постао део рутинске процедуре у оквиру вантелесне оплодње, са циљем да се за ембриотрансфер одаберу генетски здрави, (еуплоидни) ембриони, чиме се повећавају изгледи за успешан исход и скраћује време до оставривања трудноће.
У Србији и замљама у окружењу Клинички центар Војводине је једина здравствена установа у којој се спроводе преимплантационе генетске дијагностичке процедуре, у складу са најновијим сазнањима из света.

## Значај
Борба за здраво потомство на глобалном нивоу представља императив савремене медицине и укључује превенцију и благовремено откривање наследних болести. Применом неинвазивне и инвазивне пренаталне дијагностике, као што су преимплантациона генетска дијагностика/преимплантациони генетски скрининг може се постићи значајан допринос рађању здравог потомства код „ин витро” фертилизација (ИВФ).
Преимплантациона генетска дијагностика (ПГД) намењена је првенствено паровима који су сами носиоци наследних хромозомских/генетских абнормалности или већ имају болесно дете, како би им се циљаним анализама омогућио трансфер само здравог ембриона.

## Правна регулатива
Конвенција Савета Европе о заштити људских права и достојанства људског бића у погледу примене биологије и медицине (Конвенција о људским правима и биомедицини, или Конвенција из Овиједа), из 1997. године, у члану 13 предвиђа да се интервенције усмерена на модификовање људског генома могу предузимати само у превентивне, дијагностичке или терапеутске сврхе, и само ако њихов циљ није увођење било каквих измене у геному било којег потомка, дозвољена је преимплантациона генетска дијагностика.

### Правна регулатива у појединим земљама
Преимплантациона генетска дијагностика је у већини европских земаља законски дозвољена и јасно регулисан. Италија је једна од ретких земаља која правно забрањује преимплантациону генетску дијагностику, док се ПГД не спроводи у Ирској и Луксембургу из других разлога.
| Земља                | Дијагноза наследних болести | Анеуплоиди - скрининг | Избор имунокомпатибилних ембриона | Избор пола | Други разлози (нпр избор аномалије) |
| -------------------- | --------------------------- | --------------------- | --------------------------------- | ---------- | ----------------------------------- |
| Немачка              | не                          | да                    | не                                | не         | не                                  |
| Аустрија             | да                          | не                    | не                                | не         | да                                  |
| Швајцарска           | да                          | да                    | не                                | не         | не                                  |
| Белгија              | да                          | да                    | да                                | не         | не                                  |
| Кина                 | да                          | да                    |                                   | не         | не                                  |
| Данска               | да                          | да                    |                                   |            |                                     |
| Луксембург           | да                          | не                    | да                                |            |                                     |
| Индија               | да                          | да                    |                                   | не         |                                     |
| Ирска                |                             |                       |                                   |            |                                     |
| Израел               | да                          | да                    |                                   | да         |                                     |
| Италија              | не                          | не                    | не                                | не         | не                                  |
| Јапан                | да                          | не}                   |                                   |            | не                                  |
| Луксембург           |                             |                       |                                   |            |                                     |
| Холандија            | да                          | да                    | не                                | не         |                                     |
| Норвешка             | да                          |                       | да                                |            |                                     |
| Португалија          | да                          | да                    | да                                |            |                                     |
| Шведска              | да                          |                       | да                                |            |                                     |
| Шпанија              | да                          |                       | да                                |            |                                     |
| Јужна Африка         | да                          | да                    |                                   |            | не                                  |
| Уједињено Краљевство | да                          | да                    | да                                | не         |                                     |
| САД                  | да                          | да                    | да                                | да         | да                                  |

## Супротстављени ставови
Примени преимплантационе генетске дијагностике, у правним и другим круговима, упућују се и многи приговори. По њима поступак представља посебан облик дискриминације оних особа које су рођене са недостацима, односно болестима које се на овај начин желе избећи. Противници ове методе као неке од могућности овог поступка наводе:
- Једно је стање, у коме постоји могући ризик да ће се родити дете које ће за себе сматрати да његов живот није вредан живљења, односно да добробит постојања никако не може да надвлада тешкоће које његово стање подразумева. У овом случају, поступак преимплантационе генетске дијагностике се спроводи како би се избегло кршење моралне обавезе према нерођеном детету.[2]
- Друго је настојање да дете има разуман квалитет живота, и оправдано се сматра да је његов живот вредан живљења, иако је могуће да би његово стање могло да има негативан утицај на родитеље. У овом случају се поступак преимплантационе генетске дијагностике спроводи због интереса родитеља, а не детета. Како се овом медицинском интервенцијом желе заштити интереси родитеља, могуће је да се таквим поступком несвесно дискриминишу децу чији родитељи, или нису сматрали да су то разлози за нерађање деце или, вероватније, уопште нису били у прилици да бирају.

Један од аналитичар ове методе аутор бројних студија Кран закључује:
| „ | ... да дозвољавајући примену преимплантационе генетске дијагностике само у случајевима „озбиљних генетских поремећаја“ и означавањем нпр. Дауновог синдрома као једног таквог стања, заправо ризикујемо да правни систем учествује у једном облику дискриминације, додатно стигматизујући и настојећи да буду, доминантни фактори за сва ограничења са којима се сусрећу лица која пате од овог синдрома. Тиме су дискриминација, предрасуде, стигматизација и општа историја сегрегације учиниле много у ограничавању животних могућности особа с Дауновим синдромом. | ” |

## Категорија пацијентица за ПГД и ПГС
Данас се у начелу пацијентица које би могле да користе ПГД/ПГС, разврставају у неколико категорија, а то су:
- мајке старијег животног доба (преко 36 година) код којих је вршена ИВФ
- пацијенткиње свих узраста са више неуспелих ИВФ (обично 3 и више)
- пацијенткиње које су носиоци хромозомских транслокација
- пацијенткиње које су имале више спонтаних побачаја, у првом тромесечју трудноће,
- позитивна породична анамнеза у правцу наследних болести
- из непознатих разлога, са историјом неуспешних циклуса вантелесне оплодње.[7]

## Поступак
Трећег  до петог дана од оплођења, у фази од осам ћелија, биопсијом се од ембриона узима једна, или понекад две ћелије (бластомере). Тако се за ДНК анализу ембриона користи генетички материјал из једне ћелије. Потом се различитим техникама, врше испитивање свих хромозома у биоптичком узорку. За ту намену користе се:
Техника молекуларне биологије — високе прецизности и осетљивости, као што су Компаративна геномска хибридизација са микромрежама (енг. microarray CGH) — „која допушта детекцију анеуплоидије на сва 24 хромозома, као и небалансираних деривата носилаца хромозомских транслокација.”
Техника секвенцирања нове генерације  (Next Generation Squencing) — која се заснива „на скенирању целокупног генома, при испитивању вишеструких генетских области.”
Након добијања анализе врши се селекција здравих ембриона те имплантација истих у материцу.
Биопсија ембриона - бластомера за преимплантациону генетску дијагностику
„Када је реч о биопсији 3. дана, ембриони се култивишу до 5. дана развоја, а затим, у зависности од налаза преимплантационог генетског скрининга, следи ембриотрансфер или криопрезервација нормалних ембриона. У случају биопсије 5. дана, ембриони се замрзавају одмах након завршетка процедуре, па се нормални ембриони преносе у следећи циклус”.

### Стопе успешности појединих корака у ИВФ
Следећа табела приказује просечну вероватноћу успеха појединих корака процеса у ИВФ/ПИД, под претпоставком да један родитељ има аутозомно доминантну наследну болест (хетерозигот или хетерозиготност — присуство различитих генских алела (А1А2 или Аа) на истом генском локусу на пару хомологих хромозома) и спроводи се нови циклус.
| 1.  | Јајна ћелија                               | 1    |      |      |      |      |      |      |      |      |
| 2.  | Јајна ћелија способна за осемењавање       | 0.8  | 1    |      |      |      |      |      |      |      |
| 3.  | Импрегнирана јајна ћелија                  | 0.56 | 0.7  | 1    |      |      |      |      |      |      |
| 4.  | Ембрион у 4-то ћелијској фази              | 0.3  | 0.38 | 0.55 | 1    |      |      |      |      |      |
| 5.  | Ембрион у 8-ћелијској фази                 | 0.22 | 0.28 | 0.4  | 0.72 | 1    |      |      |      |      |
| 6.  | Успешна биопсија                           | 0.2  | 0.27 | 0.38 | 0.68 | 0.95 | 1    |      |      |      |
| 7.  | Успешна дијагноза                          | 0.18 | 0.25 | 0.34 | 0.61 | 0.86 | 0.9  | 1    |      |      |
| 8.  | Преносиви ембрион (без генетског оштећења) | 0.09 | 0.13 | 0.17 | 0.31 | 0.43 | 0.45 | 0.5  | 1    |      |
| 9.  | Ембрион након успешне имплантације         | 0.02 | 0.02 | 0.03 | 0.05 | 0.06 | 0.07 | 0.08 | 0.15 | 1    |
| 10. | Рођење                                     | 0.01 | 0.02 | 0.03 | 0.04 | 0.05 | 0.06 | 0.07 | 0.13 | 0.85 |

| Број импрегнираних јајних ћелија | 1    | 2    | 3    | 4    | 5    | 6    | 7    | 8    | 9    | 10   |
| Вероватноћа,                     | 0.17 | 0.31 | 0.42 | 0.52 | 0.61 | 0.67 | 0.73 | 0.78 | 0.81 | 0.84 |

## Предности преимплантационог скрининга
Трансфер ембриона са нормалним бројем хромозома повећава проценат њихове имплантације, смањујући истовремено учесталост побачаја у првом тромесечју за 15%.
Истовремено, преимплантациони скрининг смањује могућности рађања деце са хромозомским аберацијама, као што је трисомија 21 (Даунов синдром).